# برنهارد باير
برنهارد باير (بالألمانية: Bernhard Baier)‏ هو سباح ألماني، ولد في 12 أغسطس 1912 في هانوفر في ألمانيا، وتوفي بنفس المكان في 26 أبريل 2003.

## وصلات خارجية
- برنهارد باير على موقع اللجنة الأولمبية الدولية (الإنجليزية)
- برنهارد باير على موقع أوليمبيديا (الإنجليزية)